# Antoine Augereau
Antoine Augereau (* 1485 in Fontenay-le-Comte, Frankreich; † 24. Dezember 1534 in Paris) war ein Schriftschneider, Typograf, Buchhändler und Verleger. Zu Zeiten der Renaissance, in denen sich in Paris jeder zu fürchten hatte, der den Weltanschauungen und religiösen Vorbildern des höheren Pariser Klerus widersprach, war er ein Vertreter des Humanismus.
1510 wurde der berühmte Claude Garamond zu seinem ersten Lehrling. Es mag gut sein, dass Augereau große Anteile am Entwurf der nach Garamond benannten Antiqua hatte, aber dafür gibt es keine Belege. Augereau war der Meinung, eine neue Zeit sei im Aufzug, und eine neue Zeit brauche eine neue Schrift. Als Buchautor geriet er schnell ins Visier der theologischen Doktoren der Sorbonne. Infolge der Plakataffäre wurde er vom Parlement von Paris verurteilt und am 24. Dezember 1534 auf dem Place Maubert gehenkt und zusammen mit seinen Büchern auf dem Scheiterhaufen verbrannt.